# Ouro Modibo
Ouro Modibo est un village camerounais situé au sein de la commune de Baschéo, dans le département de la Bénoué dans la région du Nord.

## Climat
Ouro Modibo bénéficie d'un climat tropical de type Soudanien à deux saisons, une saison sèche qui dure sept mois (Octobre - Avril) et une saison de pluie qui va de Mai à septembre.

## Populations
Le Bureau central des recensements et des études de population (BUCREP) a estimé la population du village d'Ouro Modibo à près de 28 habitants, soit près de 0,10% de la population de la commune. Cette population se caractérise par une population masculine (15 hommes) tendant à s’équilibrer avec la population féminine du village (13 femmes). 